# ジェイコム日野
株式会社ジェイコム日野（ジェイコムひの）は、かつて東京都日野市に本社を置き、ケーブルテレビ（同時再放送、自主放送）と電気通信事業（インターネット接続、IP電話）を主たる業務とし、有線一般放送（ケーブルテレビ局）を運営する一般放送事業者および電気通信事業者であった。株式会社ジュピターテレコム(J:COM)の連結子会社であり、会社および局呼称は「J:COM 日野」であった。

## 沿革
- 1990年（平成2年）
  - 2月28日
    - 「日野ケーブルテレビ株式会社」として設立。
- 1995年（平成7年）
  - 6月9日
    - 有線テレビジョン放送施設設置許可取得。
- 1996年（平成8年）
  - 7月1日
    - 開局。
- 1998年（平成10年）
  - 3月4日
    - 第一種電気通信事業許可取得。

  - 11月1日
    - インターネット接続事業サービスを開始。
- 2004年（平成16年）
  - 7月1日
    - 地上デジタル放送・BSデジタル放送サービス開始。
- 2005年（平成17年）
  - 12月1日
    - JC-HITSを用いたデジタル多チャンネル放送サービス開始。[注 1]
- 2006年（平成18年）
  - 12月1日
    - 「日野9チャンネル」を「ひのチャンネル」に名称変更と同時に地上デジタル放送で開始。
- 2007年（平成19年）
  - 6月1日
    - 下り最大伝送速度120Mの『120メガコース』開始。

  - 7月1日
    - プライマリ電話サービス「ケーブルプラス電話」開始。

  - 11月1日
    - ジャパンケーブルネット株式会社が株式取得。JCNグループに参画。

  - 12月1日
    - 呼称を「JCN日野」に変更。
- 2008年（平成20年）
  - 7月1日
    - HDD内蔵録画機能付きSTB「録りま専科」提供開始。
- 2009年（平成21年）
  - 3月30日
    - JCNケータイ（au携帯電話）販売開始。

  - 3月31日
    - JC-HITSを用いたデジタル多チャンネル放送サービスの内、PPV等を除き終了。[注 2]

  - 4月1日
    - アナログ多チャンネル放送サービスのチャンネル番号をJCN各局共通番号に変更。
    - JCNサービスラインナップ導入。
    - JCNを用いたデジタル多チャンネル放送サービス開始。
    - 「ひのチャンネル」を「JCNプラスチャンネル」に名称変更。番組編成がJCN標準タイムテーブルに近くなる。
    - DVD搭載HDD内蔵録画機能付きSTB「録りま専科DVD」提供開始。
    - 専用受信端末を用いた『JCN緊急地震速報』サービス開始。

  - 10月1日
    - JCNインターネットに下り最大伝送速度160Mの『スピードスター160』開始。
    - 「JCNプラスチャンネル」にJCN標準タイムテーブル導入。

  - 11月1日
    - 双方向設置済みの「録りま専科」・「録りま専科DVD」利用者向けに、一部を除く携帯電話からの『ケータイ録画予約』開始。

  - 11月2日
    - JCNインターネットの『スタンダード』の下り最大伝送速度を8Mから15Mに増速。
- 2010年（平成22年）
  - 3月31日
    - アナログ多チャンネル放送サービス終了。

  - 4月1日
    - 「JCNプラスチャンネル」で、デジタル録画コピー制御（コピーフリーからダビング10の運用）開始。

  - 5月31日
    - JC-HITSを用いたデジタル放送サービス終了。

  - 秋
    - 『JCN VODサービス』および『JCNプラスビデオ』開始予定。
- 2011年（平成23年）
  - 4月1日
    - コミュニティチャンネルをハイビジョン化。

  - 7月24日
    - 地上アナログ放送を終了し、地上放送デジアナ変換を暫定的に提供開始。[広報 1]
- 2012年（平成24年）
  - 3月12日
    - 『JCNインターネット』利用者向けに、『JCN WiMAX』を提供開始。

  - 4月1日
    - 双方向設置済みの特定STB利用者向けに、『Shufoo!』を提供開始。

  - 6月25日
    - 『JCNインターネット』利用者向けに、『Wi-Fi内蔵モデム』を提供開始。

  - 7月20日
    - 『JCNインターネット』利用者向けに、公衆無線LANサービス『ケーブルTV Wi-Fi』を提供開始。

  - 10月1日
    - 商号を「JCN日野ケーブルテレビ株式会社」に変更。
    - 『JCNプラスチャンネル』の名称を『JCN日野チャンネル』に変更。
    - 新しいコミュニティチャンネル『にっぽんケーブルチャンネル』を放送開始。
- 2013年（平成25年）
  - 10月31日
    - 『JCN VODサービス』の新規登録終了。

  - 12月2日
    - 親会社のジャパンケーブルネット株式会社が株式会社ジュピターテレコムの連結子会社化に伴い、J:COMグループに参画[広報 2]。
- 2014年（平成26年）
  - 3月31日
    - 『JCN VODサービス』を終了。

  - 4月1日
    - 親会社のジャパンケーブルネット株式会社が株式会社ジュピターテレコムに吸収合併[広報 3]。

  - 6月1日
    - 呼称を「J:COM 日野」に変更[広報 4]。
    - 『JCN日野チャンネル』の名称を『J:COMチャンネル日野』に変更。
    - 「JCN」ブランドを廃止。
    - J:COM統一サービス名称として『J:COM TV』、『J:COM NET』および『J:COM PHONE』を制定し展開。
    - J:COMサービスラインナップ導入。
    - 『J:COM PHONE プラス』を提供開始。
    - 「にっぽんケーブルチャンネル」（JCN）を「J:COMテレビ」（J：COM）に統合[広報 5]。

  - 7月1日
    - 商号を「株式会社ジェイコム日野」に変更[広報 4]。

  - 10月1日
    - 『J:COM WiMAX 2+』を提供開始。
- 2015年（平成27年）
  - 1月29日
    - 地上放送デジアナ変換暫定的提供の終了。
- 2019年（平成31年）
  - 4月1日
    - 株式会社ジェイコム東京に吸収合併され、会社解散[広報 6]。

## 事業所
本社
- 本社
  - 東京都日野市日野本町4丁目2番2号

事務所
- 日野営業事務所
  - 東京都日野市日野本町4丁目2番2号（本社内）

## 提供区域内自治体
- 東京都
  - 日野市、多摩市、八王子市

## 業務内容
- 2019年（平成31年）3月31日時点。

統一サービス
1. J:COM TV（テレビ放送サービス[注 3]）
  1. 双方向機能（STBインターネット接続サービス）
  2. インタラクTV（STBテレビ向け情報サービス）
  3. ナビシェル（STB向けご案内画面サービス）
  4. J:COMオンデマンド（VODサービス）
  5. リモート録画予約（番組録画予約）
  6. ジェイコム マガジン（番組ガイド誌）
  7. J:COMチャンネル（第一コミュニティチャンネル）
  8. J:COMテレビ（第二コミュニティチャンネル）
2. J:COM NET（インターネット接続サービス）
  1. ZAQ（インターネットサービスプロバイダ）
  2. J:COM WiMAX 2+（4G（WiMAX）サービス[注 4]）
3. J:COM PHONE（固定電話（CATV電話）サービス）
  1. J:COM PHONEプラス（VoIP方式（プライマリ電話）サービス）[注 5]）
4. J:COM 電力
5. J:COM MOBILE（4G（LTE）サービス[注 6]）

付加サービス
- J:COM 緊急地震速報

### J:COM TV

#### 地上デジタル放送
- 表中、「伝送方式」欄の『部類』に関しては下記を参照。
  - 「PT」はパススルー方式。
  - 「TM」はトランスモジュレーション方式。
- 表中、『記号』に関しては下記を参照。
  - 「●」は視聴可能。
  - 「×」は視聴不可。
  - 「?」は不明。
- 2019年（平成31年）3月31日時点。

| リ モ コ ン キ \| ID | 放送局              | 三桁 チャンネル | 伝送方式 | 伝送方式 | 備考         |
| リ モ コ ン キ \| ID | 放送局              | 三桁 チャンネル | PT       | TM       | 備考         |
| -------------------- | ------------------- | --------------- | -------- | -------- | ------------ |
| 1                    | NHK総合・東京       | 011 012         | ●        | ●        |              |
| 2                    | NHKEテレ東京        | 021 022 023     | ●        | ●        |              |
| 3                    | テレ玉              | 031 032 033     | ●        | ●        | 区域外再放送 |
| 3                    | tvk                 | 031 032 033     | ●        | ●        | 区域外再放送 |
| 4                    | 日本テレビ          | 041 042         | ●        | ●        |              |
| 5                    | テレビ朝日          | 051 052 053     | ●        | ●        |              |
| 6                    | TBS                 | 061 062         | ●        | ●        |              |
| 7                    | テレビ東京          | 071 072 073     | ●        | ●        |              |
| 8                    | フジテレビ          | 081 082 083     | ●        | ●        |              |
| 9                    | TOKYO MX            | 091 092 093     | ●        | ●        |              |
| 10                   | J:COMテレビ         | 101 102         | ●        | ×        |              |
| 11                   | J:COMチャンネル日野 | 111 112         | ●        | ●        |              |

#### FMラジオ
- 2019年（平成31年）3月31日時点。

| MHz  | 放送局      | 備考 |
| ---- | ----------- | ---- |
| 76.1 | InterFM897  |      |
| 78.0 | bayfm       |      |
| 78.6 | FM-FUJI     |      |
| 79.5 | NACK5       |      |
| 80.0 | TOKYO FM    |      |
| 81.3 | J-WAVE      |      |
| 82.5 | NHK東京-FM  |      |
| 84.7 | Fm yokohama |      |